# Juli Àquila Gal
Juli Àquila Gal o Juli Àquila (llatí: Julius Gallus Aquila o Gallus Aquila) va ser un jurista romà de qui es conserva solament un fragment de la seva obra Liber responsorum.
Com que l'Índex Florentí l'anomena Gallus Aquila (segurament error per Iulius), hom l'ha confós sovint amb el jurista Aquil·li Gal. Probablement va viure sota l'emperador Septimi Sever vers el 193-198, però hi ha historiadors que pensen que la legislació que esmenta és posterior. Es pensa que és el mateix que Luci Juli Àquila, del qual es diu que era d'origen etrusc, i que va escriure diversos tractats sobre De Etrusca Disciplina, els llibres sobre l'endevinació dels etruscs que van consultar Sèneca i Plini. Hi ha qui diu que era el mateix Àquila que, en temps de Septimi Sever, va ser prefecte d'Egipte, on va ser conegut per una persecució contra els cristians.